# اسرار البلاغه
اسرار البلاغه با عنوان کامل «أسرار البلاغة فی علم البیان» اثر عبدالقاهر جرجانی؛ کتابی است دربارهٔ علم بیان و بلاغت به زبان عربی. نگارنده در دیباچه بیان کرده که علم بلاغت را تدوین کرده، از گوشه و کنار گردآورده و اصول آن را از میان دیگر آثار درآورده است. اسرار البلاغه را از آثار اصلی و مرجع علم بیان دانسته‌اند. 